# توم ميلور
توم ميلور (بالإنجليزية: Tom Mellor)‏ (13 أغسطس 1990 بأولدهام في المملكة المتحدة - ) هو لاعب كرة قدم بريطاني في مركز الوسط. لعب مع أوتاوا فيوري ونادي بان.

## وصلات خارجية
- توم ميلور على موقع قاعدة بيانات كرة القدم.إي يو (الإنجليزية)
- توم ميلور على موقع Soccerway.com (الإنجليزية)